# Pala Shark

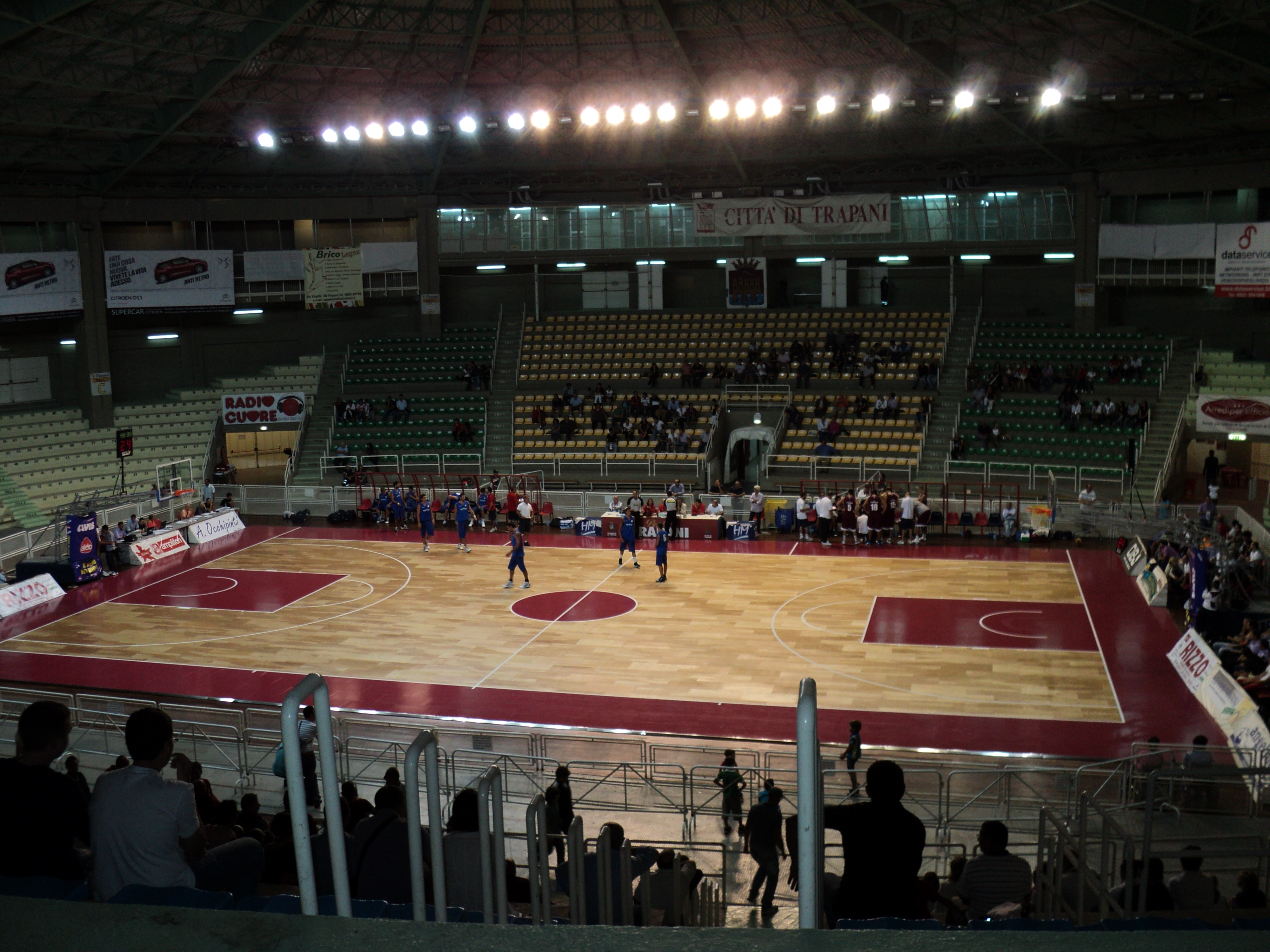
Innenraum, 2010

Pala Shark ist eine Mehrzweckhalle in Trapani, Sizilien, in der hauptsächlich Basketball-Wettkämpfe ausgetragen werden. Sie gehört der Gemeinde Trapani und wurde im Zuge der Südausdehnung der Innenstadt zusammen mit dem neuen Schwimmstadion im Bereich des ehemaligen Hafenbeckens gebaut. Östlich von der Halle befindet sich der Busbahnhof Piazzale Papa Giovanni Paolo II.

## Bauwerk
Der runde Stahlbeton-Bau wurde von Antonio Rizzo und dem Architekten Manfredi Nicoletti entworfen und realisiert. Beide hatten zuvor schon für das Indoor-Stadion von Palermo und das Wissenschaftliche Treibhaus für tropische Schmetterlinge der Universität Catania zusammengearbeitet.
Bei der Renovierung 2009 wurde ein neuer Hallenboden eingebaut und die Anzahl der Zuschauerplätze aus Sicherheitsgründen von ursprünglich 5500 auf 5000 – davon 4575 Sitzplätze – reduziert. Das Außenmaß der Gebäudehülle beträgt ca. 75 m, im Inneren steht eine Nutzfläche von 24 × 44 m zur Verfügung. Das Leichtdach wird von zwölf Stahlträgern mit Stahlseilen gehalten. Gekrönt wird das flache Dach von einem Lichtband.
Durch die fußläufige Nähe zur Innenstadt, dem nahen Busbahnhof und den großzügigen Freiflächen für Parkplätze ist die Halle gut erreichbar.

## Verwendung
Die Arena ist Heimstätte des Erstligisten Trapani Shark. Regelmäßig finden in der Halle Basketballspiele statt, aber auch andere Sportwettkämpfe wurden hier schon ausgetragen. Auch für Musik- und Showveranstaltungen findet die Halle Verwendung. So traten hier bereits beispielsweise Zucchero, Claudio Baglioni und Biagio Antonacci auf.